# Dekanat Lutowiska
Dekanat Lutowiska – dekanat archidiecezji przemyskiej, w archiprezbiteracie bieszczadzkm.

## Historia
Dekanat został utworzony w 1987, dekretem bpa Ignacego Tokarczuka, z wydzielonego terytorium dekanatu leskiego. W skład nowego dekanatu weszły wówczas parafie: Lutowiska, Czarna, Dwernik, Polana, Wetlina.

## Parafie
- Czarna – pw. Podwyższenia Krzyża Świętego.
  - Czarna Dolna – kościół filialny pw. Narodzenia Najświętszej Maryi Panny.
  - Lipie – kościół filialny pw. Matki Bożej Częstochowskiej.
  - Michniowiec – kościół filialny pw. Narodzenia św. Jana Chrzciciela.
  - Rabe – kościół filialny pw. św. Rodziny.
  - Żłobek – kościół filialny pw. Matki Bożej Nieustającej Pomocy.
- Dwernik – pw. św. Michała Archanioła.
  - Chmiel – kościół filialny pw. św. Mikołaja.
  - Zatwarnica – kościół filialny pw. Dobrego Pasterza.
- Lutowiska – pw. św. Stanisława Biskupa.
  - Smolnik – pw. Wniebowzięcia Najświętszej Maryi Panny.
- Polana – pw. Przemienienia Pańskiego (Salezjanie).
- Ustrzyki Górne – pw. św. Anny.
  - Pszczeliny – kościół filialny pw. św. Apostołów Piotra i Pawła.
  - Muczne – kościół filialny pw. św. Huberta.
  - Tarnawa Niżna – kościół filialny pw. Najświętszego Serca Pana Jezusa.
- Wetlina – pw. Miłosierdzia Bożego (Bernardyni).
  - Kalnica – kościół filialny pw. św. Franciszka z Asyżu.

## Zgromadzenia zakonne
- Polana – xx. Salezjanie (1982)
- Wetlina – oo. Bernardyni (1980)